# Henri Mouhot
Henri Mouhot (15. maj 1826 — 10. november 1861) var en fransk naturforsker og opdagelsesrejsende fra midten af det 19. århundrede- Han blev født i Montbéliard, Doubs, Frankrig – nær den schweiziske grænse, men tilbragte sin barndom i Rusland og muligvis dele af Asien. Han døde nær Naphan, Laos. Han huskes primært for at være den der skrev de rejsebøger, der udbredte kendskabet i vesten til Angkor.

## Tidlige liv
Som en ung professor i filologi tilbragte Mouhot mindst ti år i Rusland hvor han underviste i sprog. Han rejste gennem Europa med sin bror Charles, hvor han studerede de fotografiske teknikker, der var udviklet af Louis Daguerre. I 1856 helligede han sig studier i naturvidenskab. I 1856 giftede han sig med en efterkommer (sandsynligvis et barnebarn) til den skotske opdagelsesrejsende Mungo Park. Efter at have læst The Kingdom and People of Siam af Sir James Bowring i 1857, besluttede Mouhot at rejse til Indokina for at foretage en serie af botaniske ekspeditioner for at indsamle nye zoologiske eksemplarer. Hans første forespørgsler efter lån og rejse blev afvist af franske selskaber og regeringen under Napoleon 3. Det Kongelige Geografiske Selskab og Det Zoologiske Selskab i London gav ham dog støtte og han tog af sted mod Bangkok, via Singapore.

## Angkor
Mouhot krediteres ofte fejlagtigt for at have "opdaget" Angkor, selvom Angkor var aldrig tabt — placeringen og eksistensen af hele serien af Angkor steder var hele tiden kendt af khmererne og havde været besøgt af adskillige vestlige rejsende siden det 16. århundrede. 
Mouhot skriver i sine journaler at hans samtidige, fader Charles Emile Bouillevaux — en fransk missionær med base i Battambang — havde rapporteret at han og andre vestlige opdagelsesrejsende og missionærer havde besøgt Angkor Wat og de andre khmertempler mindst fem år før Mouhot. Father Bouillevaux udgav sine journaler i 1857: "Travel in Indochina 1848–1846, The Annam and Cambodia".
Tidligere havde en portugisisk handelsrejsende Diogo do Couto besøgt Angkor og skrev om det i 1550, og en portugisisk munk Antonio da Magdalena skrev om sit besøg til Angkor Wat i 1586. 
Mouhot populariserede dog Angkor i vesten.  
Måske havde ingen af de tidligere europæiske besøgende skrevet så medrivende som Mouhot, der inkluderede interessante og detaljerede tegninger. 
I sin posthumt udgivne "Travels in Siam, Cambodia and Laos" sammenlignede Mouhot Angkor med pyramiderne da det var populært på den tid i vesten at tilskrive udspringet af alle civilisationer til mellemøsten. For eksempel beskrev han buddhahovederne ved indgangen til Angkor Thom som "fire enorme hoveder i den egyptiske stil", og skrev om Angkor:
"Et af disse templer — en rival til Salomons, og rejst af en oldgammel Michelangelo — tager muligvis en ærefuld plads ved siden af vores smukkeste bygninger. Det er mere storslået end noget efterladt af grækerne eller romerne, og viser en trist kontrast til den tilstand af barbarisme som nationen nu er sunket ned i."
Mouhot skrev ligeledes at: 
"Ved Ongcor, er der ...ruiner af såden en storslåethed... at, ved første øjekast fyldes man af en sådan dybfølt beundring og man kan ikke undgå at spørge sig selv hvad der er blevet af denne magtfulde race, så civiliseret, så oplyst, skaberne af disse gigantiske arbejder?"
Sådanne citater kan have givet næring til den fejlopfattelse at Mouhot havde fundet de forladte ruiner af en tabt civilisation. Det Kongelige Geografiske Selskab og Det Zoologiske Selskab, der begge var interesseret i at annoncere nye fund har tilsyneladen opfordret til rygtet om at Mouhot — som de havde sponsoreret for at kortlægge bjerge og floder og katalogisere nye arter — havde opdaget Angkor. Mouhot antog selv fejlagtigt at Angkor var lavet af en tidligere civilisation end khmererne. For selvom den selvsamme civilisation som havde bygget Angkor var i live og lige foran hans øjene anså han dem for at være i en tilstand af barbari og kunne ikke tro at de skulle være civliserede og oplyste nok til kunne have bygget det. Han antog at skaberne af noget så storslået var en forsvundet race og han daterede fejlagtigt Angkor som være 2.000 år gammelt, til omrkring samme tidspunkt som oldtidens Rom. Den sande historie om Angkor Wat blev senere stykket sammen fra bogen "Skikkene i Cambodja" skrevet af Temur Khans udsending til Cambodja Zhou Daguan i 1295-1296 og fra stilistiske og epigrafiske beviser der blev indsamlet under den efterfølgende rydning og restaurering der blev udført i hele Angkorområdet. Det er nu kendt at Angkor var beboet fra det tidlige 9. århundrede til det tidlige 15. århundrede.

## Kolonialisme
Nogle har argumenteret for at Mouhot har været et redskab for fransk ekspansionisme og annekteringen af territorier, der fulgte kort efter hans død. Mouhot så dog ikke sig selv som en hardcore kolonialist, da han en gang imellem tvivlede på den positive effekt af europæisk kolonisation:
"Vil den nuværende bevægelse af europas nationer mod øst resultere i noget godt ved at introducere disse lande for goderne i vores civilisation? eller kommer vi der som stumme instrumenter for uendelige ambitioner og forøger deres ulykker?"
Mouhot døde af malaria på sin fjerde ekspedition til Laos' jungle. 